# Ян Гвезда из Вицемилице
Ян Гвезда из Вицемилице по прозвищу Бздинка (чеш. Jan Hvězda z Vícemilic; ? – умер 17 или 18 октября 1425 в Млада-Вожице) — гуситский военачальник, сторонник Яна Желивского и Яна Жижки, гетман Табора и Праги.

## Биография

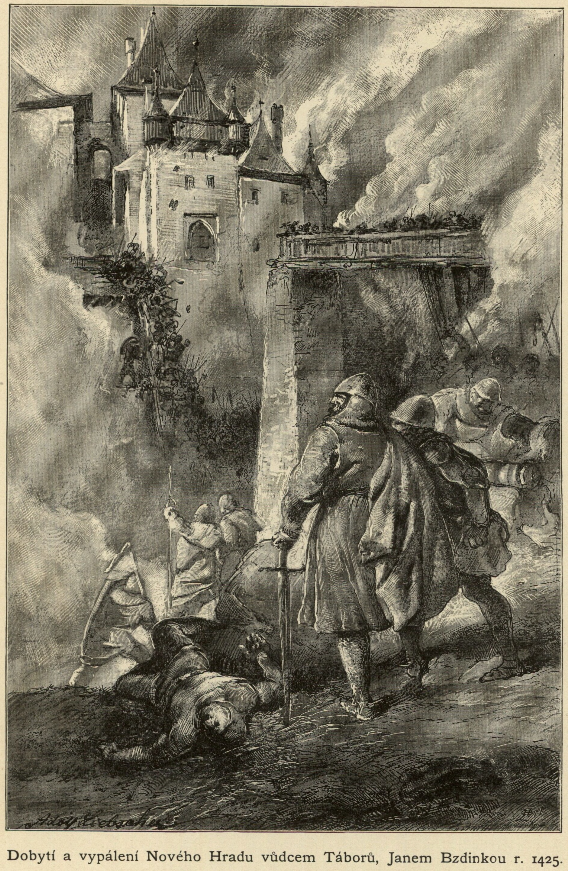
А. Либшер. Завоевание и сожжение замка Новы Град Яном Бздинкой в 1425 г.

Ян Гвезда происходил из Лицомержице (ранее Вицемилице) недалеко от Часлава. О его молодости и образовании ничего не известно. Он принадлежал к низшему дворянству.
Вошел в историю как лидер повстанцев после октябрьского переворота 1421 года в Праге, инициированного Яном Желивским. По предложению Желивского 19 октября 1421 года Бздинка был назначен высшим пражским гетманом. В 1422 году командовал пражскими отрядами в сражениях против короля Сигизмунда при Кутной Горе и Немецким Броде. Вскоре после того, как Желивский был свергнут и убит, Ян Гвезда лишился должности гетмана. Присоединился к таборитам. Вместе Богуславом из Швамберка попытался отбить Прагу, но тщетно.
В 1423 году со своим отрядом хотел завоевать Тельч, но был вынужден отступить. Осада замка Роштейн также не увенчалась успехом. Он отступил дальше в Богемию и разрушил замок Штамберк. Был атакован и разбит чашниками в битве при Горни-Дубенеке и отступил к Пельгржимову.
Ян Гвезда некоторое время был гетманом Градца-Кралове и вскоре присоединился к Яну Жижке. Вместе с ним Гвезда участвовал в завоевании Костелца-над-Лабем, Пльзеня, Йиглавы и Пршибислава. Когда Жижка ослеп на другой глаз, Ян Гвезда стал его ближайшим советником и поддержкой, в том числе в сражениях при Скалице и Малешове.
После смерти Жижки он был провозглашён вождём таборитов. В 1425 году Бздинка вместе с Яном Рогачем из Дубы провел кампанию в восточной и центральной Чехии, в том числе неудачную попытку завоевать Нове-Место Праги. В октябре того же года Ян Гвезда скончался от ран, полученных во время осады замка Млада-Вожице.